# Muzeul Presei „Sever Bocu”

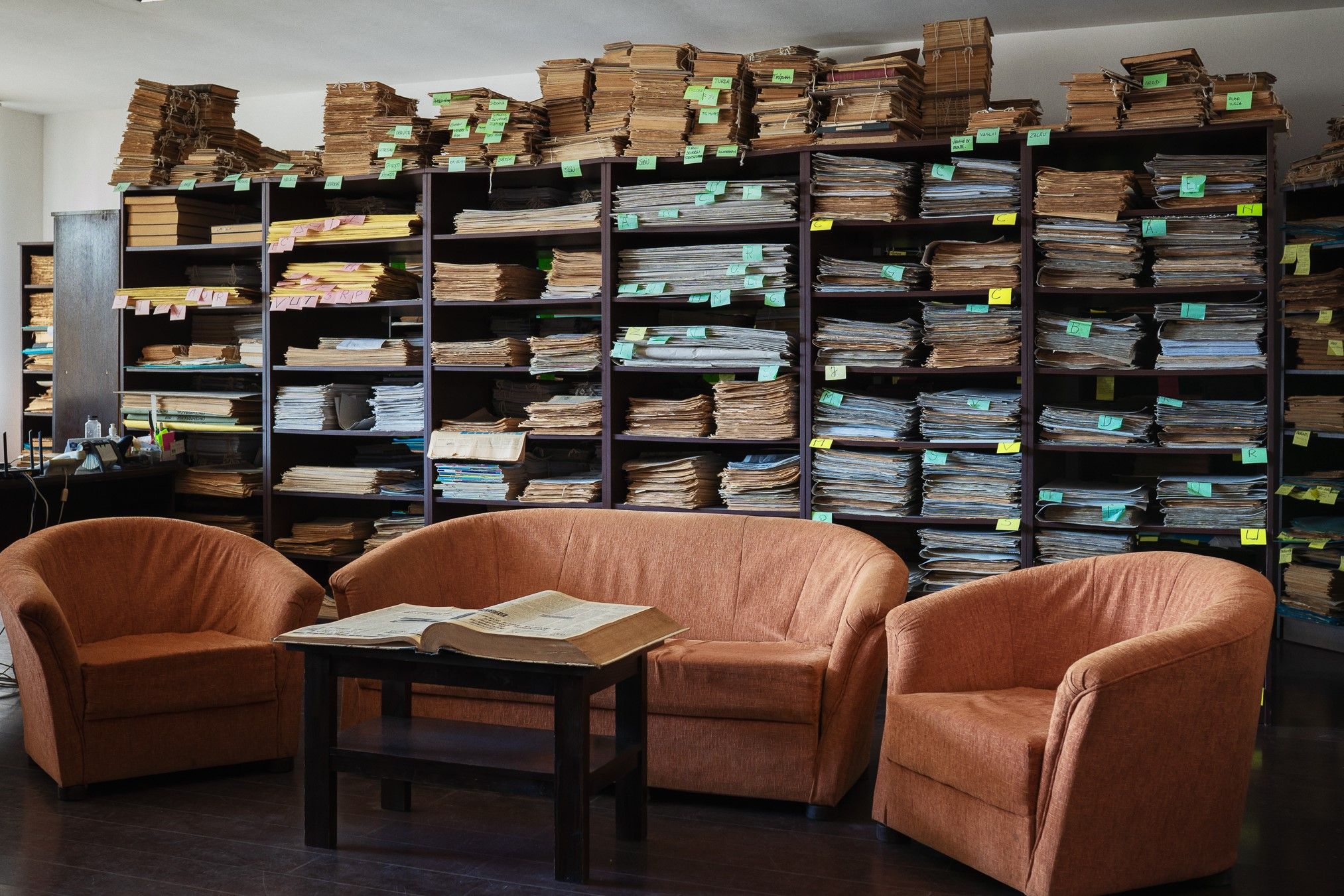
Sala de lectură a Muzeului Presei „Sever Bocu”

Muzeul Presei „Sever Bocu” este unica entitate muzeală de acest fel din România. Situat în Jimbolia, județul Timiș, muzeul a fost înființat în anul 2007 la inițiativa scriitorului Petre Stoica și cu sprijinul primarului Kaba Gábor. În 2017, cu ocazia aniversării a 10 ani de la înființare, jurnalistul Peter Gross, profesor emerit la Universitatea din Tennessee, a consemnat că muzeul este unul de dimensiuni liliputane, dar de o importanță gigantică pentru istoria României și cea a Europei de Est.

## Colecția muzeului
Nucleul care a stat la baza înființării muzeului a fost colecția pe care Petre Stoica o deținea. La aceasta s-au adăugat donațiile Bibliotecii „Astra” din Sibiu și ale altor instituții similare din localități precum Galați, Focșani, Bocșa, Timișoara, Jimbolia. De asemenea, redacții ale unor publicații din România și din străinătate au adăugat încă o filă la devenirea și conturarea entității. Totodată, colecționari care au conștientizat importanța punerii laolaltă a presei au recurs la a face donații.
Colecția muzeului cuprinde publicații apărute de-a lungul timpului, începând cu prima jumătate a secolului al XIX-lea, pe teritoriul României și în diaspora (Basarabia, nordul Bucovinei, Banatul Sârbesc, Ungaria, Viena, Paris etc.). Limbile în care sunt redactate aceste publicații sunt și ele diverse: română, germană, maghiară, sârbă, croată, turcă, ebraică, engleză, franceză, italiană, bulgară ș.a. Domeniile cuprinse în paginile ziarelor și revistelor sunt numeroase - aici incluzându-se domeniile următoare, dar nerezumându-se numai la ele -  istorie, literatură, medicină, modă, sport, industrie. Colecția este structurată cronologic (secolul XIX, 1900-1950, 1950-1989, după 1990), în funcție de limba în care a apărut publicația și din punct de vedere geografic - în țară (având în vedere orașul unde a fost editată - București, Iași, Timișoara, Brașov, Cluj, Sibiu, Arad, Blaj etc.) și în diaspora (Cernăuți, Chișinău, Silistra ș.a). În patrimoniul muzeal se află și diferite calendare, almanahuri, cărți de vizită ale gazetarilor, precum și câteva mașinării ce făceau parte odinioară dintr-o tipografie. 

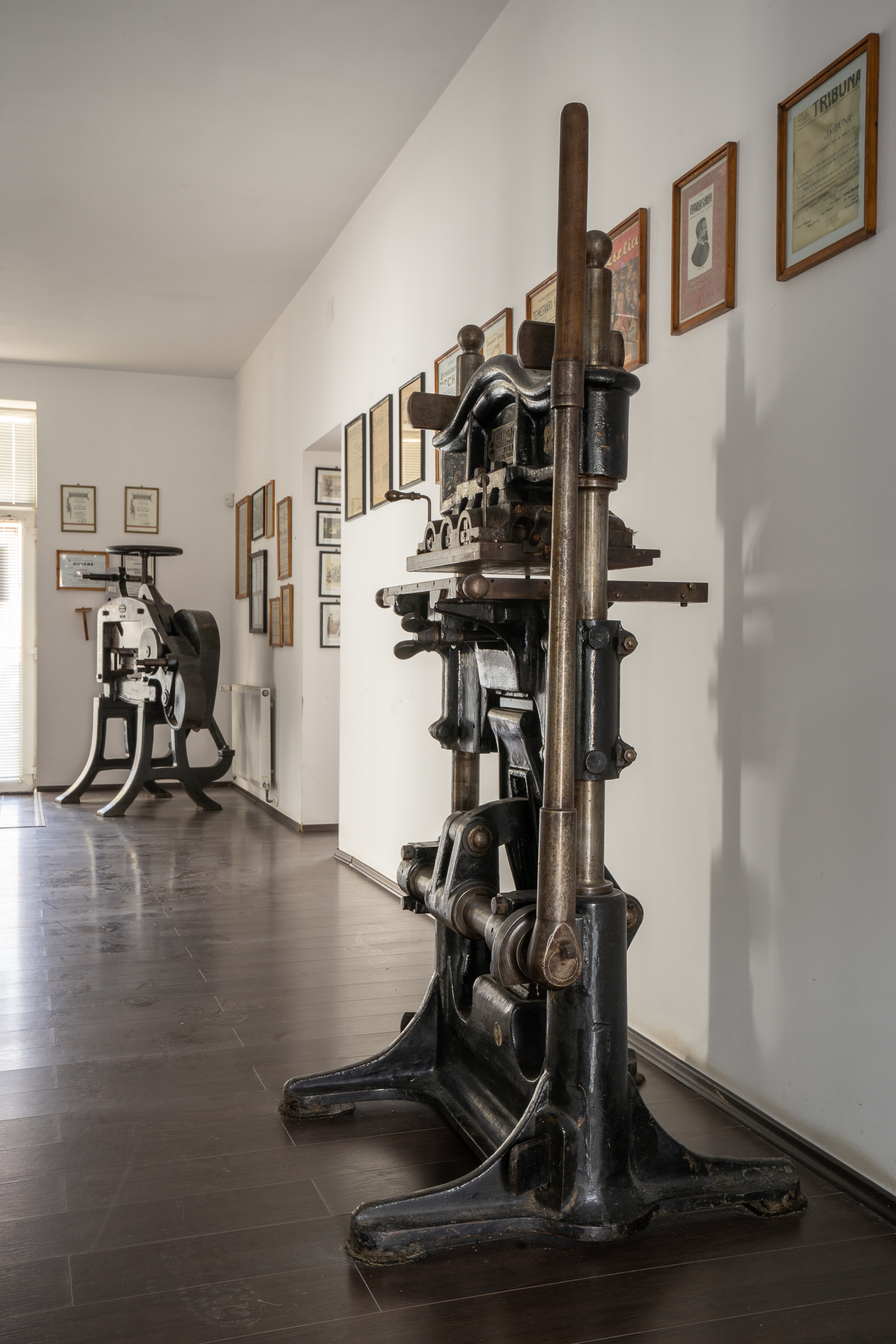
Foaierul Muzeului Presei „Sever Bocu”

Cea mai veche publicație deținută, în original, de Muzeul Presei „Sever Bocu” este „Albina Românească” din anul 1837.  Valoarea colecției se dovedește a fi excepțională având în vedere bogăția de informație istorică etalată de zecile de mii de ziare și reviste aflate aici. 

## Înființarea Muzeului Presei „Sever Bocu”
Despre înființarea muzeului presei, Petre Stoica vorbește într-un interviu realizat de Nicu Zambori cu prilejul inaugurării:  „În urmă cu vreo doi ani și jumătate (aproximativ 2006 n.n) am citit în ADZ (Deutsche Allgemeine Zeitung) că la Aachen există un muzeu al presei întemeiat pe o colecție din secolul al XVIII-lea și m-a pus pe gânduri... La câteva luni citesc din nou că s-a desființat întrucât nu au bani, au rămas numai cu 12 persoane. Colecția este sigur foarte bogată. Și mi-am zis, domnule, ce ar fi să avem și noi un asemenea muzeu? Ar fi unic în Europa, nu numai în Balcani. […] Ne-am pus să căutăm un sediu. Nu am găsit. Dar își amintește (primarul n.n) că există o hardughie undeva. Am venit aici, m-am speriat. Era o hală, cât vedeți, era o sală, un internat al fostului liceu industrial. Ne-am uitat noi și am văzut că e construit pe temelii foarte serioase - beton.”